# Megalomyrmex miri
Megalomyrmex miri är en myrart som beskrevs av Brandao 1990. Megalomyrmex miri ingår i släktet Megalomyrmex och familjen myror. Inga underarter finns listade i Catalogue of Life.